# 1532 Inari
1532 Inari је астероид главног астероидног појаса. Приближан пречник астероида је 28,10 ,
а средња удаљеност астероида од Сунца износи 3,001 астрономских јединица (АЈ).
Инклинација (нагиб) орбите у односу на раван еклиптике је 8,787 степени, а орбитални период износи 1899,667 дана (5,201 година). Ексцентрицитет орбите астероида износи 0,055.
Апсолутна магнитуда астероида износи 11,50 а геометријски албедо 0,056.
Астероид је откривен 16. септембра 1938. године.